# Christian Heisecke
Carl Wilhelm Christian Heisecke Heinrichs (Baja Sajonia, 5 de marzo de 1853-Asunción, 26 de febrero de 1915), conocido como Christian Heisecke, fue un comerciante y diplomático alemán establecido en Paraguay, donde se desempeñó como cónsul del Imperio austrohúngaro y del Reino de Holanda y los Países Bajos, fue el principal promotor de la inmigración alemana al Paraguay luego de la Guerra de la Triple Alianza. Fue, además, el suegro de dos presidentes paraguayos, Eduardo Schaerer y Félix Paiva, y abuelo del periodista paraguayo Arturo Schaerer.

## Reseña biográfica
Habiendo nacido en Baja Sajonia, Alemania, en una localidad próxima a Hamburgo, estudió en esta ciudad donde se recibió de Contador Matriculado y migró a Sudamérica en el año 1872.
Apenas concluida la Guerra de la Triple Alianza y por invitación de Francisco Wisner de Morgenstern, se instaló en Asunción del Paraguay. Contrajo nupcias en 1875 con María Antonia Silvia Egusquiza Carísimo Jovellanos, sobrina de los presidentes paraguayos Juan Bautista Egusquiza y Salvador Jovellanos. 
Mantenía contacto permanente con el Viejo Mundo, al que viajaba frecuentemente por negocios, siendo el promotor de la llegada de los primeros inmigrantes alemanes y suizos al Paraguay y de la fundación de San Bernardino en 1881 por parte de inmigrantes alemanes y suizos, junto con Santiago Schaerer, el padre de su futuro yerno Eduardo Schaerer.
Fue Contador del Ferrocarril Paraguayo hasta el año 1886 en que fue nombrado Cónsul del Imperio Austro Húngaro ante el Paraguay, y tiempo después Cónsul del Reino de Holanda y los Países Bajos ante el mismo país. Siendo tácitamente representante y diplomático de todo el Centro y Norte de Europa ante el Paraguay, al no contar el Paraguay con otras representaciones diplomáticas del Viejo Mundo.
Junto con Jorge López Moreira, fundó la Escuela de Comercio y Contabilidad del Paraguay, también fue uno de los fundadores del Colegio Alemán (Actual Colegio Goethe) y de la Iglesia Evangélica Alemana en el Paraguay, además de uno de los jerarcas de la masonería paraguaya.
En 1895 impulsó la fundación de la segunda colonia Alemana en el Paraguay, Hohenau, que se concretó el 14 de marzo del año 1900, formada por alemanes también venidos de Europa y otros que previamente se habían instalado en Río Grande del Sur, Brasil.  
Con su yerno Eduardo Schaerer, futuro Presidente del Paraguay y casado con su hija Matilde Heisecke, impulsó el primer Ensanche Urbanístico de la ciudad de Asunción, creando los barrios de Sajonia (en homenaje a su tierra natal) y Ciudad Nueva. Además formaron la primera fábrica cervecera del Paraguay y otras importantes industrias.
Junto a otros miembros de la sociedad paraguaya y bajo los auspicios del Gran Oriente del Uruguay y el Supremo Consejo del Grado 33 del Uruguay, funda la primera Logia masónica llamada Aurora del Paraguay, llevando como número de orden el 66, que luego pasó a llamarse Aurora del Paraguay No. 1. También ocupó el cargo de Soberano Gran Comendador del Grado 33, del Rito Escocés Antiguo y Aceptado para la República del Paraguay.
El 11 de diciembre de 1903 fueron puestos en vigencia los primeros rituales de los Tres Grados Simbólicos del Rito Escocés Antiguo y Aceptado, por Christian G. Heisecke, grado 33, Soberano Gran Comendador del Supremo Consejo del Grado 33 para la República del Paraguay.   
En 1901 fue nombrado Caballero de la Orden Real de Francisco José, Cónsul Ad Personam y recibió la Cruz Laureada de los Caballeros de la Orden Real de Francisco José y condecoraciones de otros gobiernos europeos.
Falleció en Asunción el 26 de febrero de 1915.